# Самі про себе
Самі про себе (пол. Sami o sobie) — телепередача, що виходила у 1997–2003 на телеканалі «TVP3 Białystok» про українську, білоруську, литовську та російську національні меншини і татарську та ромську етнічні меншини в Польщі, а також про поляків в Україні, Білорусі, Естонії, Литві, Латвії та Росії.

## Історія програми
Рушієм дискусії про розташування в Білостоці окремої місцевої філії «TVP» було проживання в регіоні значної кількості представників національних меншин. На момент створення філії виникла суперечка щодо створення в ній білоруських програм, яку інтенсивно домагався Білоруський союз у Польщі. Спочатку операції торпедували директор філії Казімеж Пуціловський, який під час однієї з прес-конференцій навіть сказав, що «білоруських програм у Білостоці не буде, і якщо білоруси захочуть їх переглядати, вони можуть повернути канал з Мінська».
Після численних місяців дискусій, у березні 1997 року на «OTVP Białystok» з'явився перший випуск програми, присвячений національним меншинам. 30-хвилинна програма складалася з частин білоруською, литовською, українською, російською мовами та колонок польською мовою, написаних про ромські, татарські, німецькі та польські громади, що мешкають на східних кресах.
У роботі над програмою брала участь консультативна рада, призначена керівництвом «OTVP Białystok», до складу якої входили представники асоціацій національних меншин. З самого початку матеріали також були створені журналістами-представниками окремих громад, яким було виділено місце в програмі. Після двох років мовлення тривалість програми була продовжена до сорока хвилин.
До вересня 2002 року окремі випуски з'являлися в одному блоці в неділю між 8:00 та 8:40, проте в результаті змін, що відбулися в TVP3 (включаючи погодинний «Кур'єр»), час показу окремих частин змінився. Білоруський сегмент ще можна було переглядати о 8:00, за нею чергували російську, татарську та ромську частини, тоді як український сегмент з'являвся о 8:45, після «Кур'єра», а литовський — у понеділок о 17:50.
Протягом тривалого часу програма транслювалась у спільній смузі «TVP2» та «TVP3» задля охолення ширшої аудиторії. З 2002 року трансляцію (за винятком литовської частини) транслював лише «TVP3», що означало, що дивитись його могли лише глядачі, що мешкають за 70 км від Білостока. Програму більше не могли переглядати в Сім'ятичах та Мазурії, де українська громада налічує кілька тисяч осіб.
Опитування аудиторії у програмах «TVP3 Białystok» протягом останніх чотирьох місяців 2002 року (проводилось Центром дослідження громадської думки) показало, що після прогнозу погоди, місцевої інформаційної програми «Об'єктив» та програм, що транслювались до або після «Об'єктива», найбільшу популярність отримав православний журнал «Біля джерел віри» та власне програма «Самі про себе».
З окремих сегментів трансляції у вересні 2002 року глядачі найчастіше переглядали українську частину (43 300 осіб), далі білоруську (38 900) та литовську (35 000). У жовтні через зміни часу випуску окремих частин глядацька аудиторія значно впала. Тоді українську програму переглянули 32 600 (у жовтні) та 27 400 людей (у листопаді). Однак у грудні дані явно покращилися. Наступного місяця білоруську частину переглянули 53 300 осіб, українську  — 52 600 осіб, а литовську — 37 500 осіб. Вечірній «Об'єктив» мав аналогічну глядацьку аудиторію (51 900 людей у будній день, 53 300 у неділю).
Оскільки програма «Самі про себе» припинила бути цілісною, директор телевізійного центру в Білостоці Яцек Попьолек вирішив створити сім окремих програм, орієнтованих на представників окремих меншин.

## Нагороди
На 1-му Міжнародному телевізійному фестивалі етнічних фільмів та програм «At home», організованому 9 і 12 жовтня 1997 року в Кракові та Перемишлі Центром ТРК Кракова та Європейською асоціацією етнічного мовлення (EEBA), програма виграла Перші призові програми у програм з Великої Британії, Македонії, Німеччини, Болгарії та Словаччини. Грошова премія (2500 німецьких марок) була виділена на придбання чотирьох телевізорів для трьох шкіл національних меншин з білоруською, українською, та литовською мовою викладання в Польщі, і 1 для польської школи в Білорусі.